# Маршалл (округ, Айова)
Шаблон:StateAbbr_ 42°02′03″ пн. ш. 93°00′04″ зх. д. / 42.034166666667° пн. ш. 93.001111111111° зх. д.
Округ Маршалл (англ. Marshall County) — округ (графство) у штаті Айова, США. Ідентифікатор округу 19127.

## Історія
Округ утворений 1846 року.

## Демографія
За даними перепису
2000 року
загальне населення округу становило 39311 осіб, зокрема міського населення було 26123, а сільського — 13188.
Серед мешканців округу чоловіків було 19581, а жінок — 19730. В окрузі було 15338 домогосподарств, 10456 родин, які мешкали в 16324 будинках.
Середній розмір родини становив 3.
Віковий розподіл населення поданий у таблиці:
| Стать    | До 15 років | 15-21 | 22-29 | 30-39 | 40-49 | 50-65 | 65-85 | Понад 85 |
| -------- | ----------- | ----- | ----- | ----- | ----- | ----- | ----- | -------- |
| Чоловіки | 4182        | 1994  | 1754  | 2656  | 2982  | 3199  | 2530  | 284      |
| Жінки    | 3929        | 1750  | 1727  | 2516  | 2983  | 3186  | 3024  | 615      |

## Виноски
1. ↑  U.S. Decennial Census. United States Census Bureau. Архів оригіналу за 19 липня 2018. Процитовано 20 липня 2014.
2. ↑  Historical Census Browser. University of Virginia Library. Архів оригіналу за 11 серпня 2012. Процитовано 20 липня 2014.
3. ↑  Population of Counties by Decennial Census: 1900 to 1990. United States Census Bureau. Архів оригіналу за 22 квітня 2014. Процитовано 20 липня 2014.
4. ↑  Census 2000 PHC-T-4. Ranking Tables for Counties: 1990 and 2000 (PDF). United States Census Bureau. Архів оригіналу (PDF) за 18 грудня 2014. Процитовано 20 липня 2014.
5. ↑  State & County QuickFacts. United States Census Bureau. Архів оригіналу за 7 червня 2011. Процитовано 20 липня 2014.(англ.) Наведено за англійською вікіпедією.
6. ↑  American FactFinder. Бюро перепису населення США. Архів оригіналу за 26 лютого 2012. Процитовано 31 січня 2008.

| США | Це незавершена стаття з географії США. Ви можете допомогти проєкту, виправивши або дописавши її. |